# Gene Kemp
Gene Kemp, född 27 december 1926 i Wiggington i Staffordshire, död 6 januari 2015, var en brittisk författare mest känd för sina barnböcker.
Kemp växte upp i Staffordshire, och hennes första arbete var som lärare.
Från 1972 skrev hon berättelser för barn om en gris kallad Tamworth, namngiven efter staden där hon växte upp.
Hennes mest kända bok är The Turbulent Term of Tyke Tiler, på svenska kallad I snurrigaste laget, vilken gavs ut av Penguin Books, 1977. Denna bok, som utspelar sig i en fiktiv skola kallad Cricklepit, behandlar glädje och problem med vänskap och att växa upp. Det finns fler Cricklepit-böcker (se nedan), men ingen av dem är översatt till svenska.
Hon har också skrivit spökhistorier och fantasy men även realistiska berättelser som till exempel Seriously Weird vilken berättas utifrån en syster till en ung man med Aspergers syndroms perspektiv.
Hon vann Carnegie Medal och Children's Rights Award för I snurrigaste laget. Hon har också omarbetat vissa av sina verk till dramatik, varav den mest framgångsrika och välkända är Charlie Lewis Plays for Time, som är en Cricklepit-historia.
Under senare delen av sitt liv bodde hon i Exeter och hon hade 3 barn och 3 barnbarn.

### Fotnoter
1. ↑  Internet Speculative Fiction Database, ISFDB författar-ID: 30603, läst: 9 oktober 2017.[källa från Wikidata]
2. ↑  läs online, The Guardian .[källa från Wikidata]
3. ↑  Library of Congress Authorities, USA:s kongressbibliotek, id-nummer i USA:s kongressbiblioteks katalog: n50045690, läst: 13 februari 2020.[källa från Wikidata]
4. ↑  läs online, www.ebay.ie .[källa från Wikidata]
5. ↑  läs online, sombrerobooks.com .[källa från Wikidata]

## Priser och utmärkelser
- Carnegie Medal 1977 för The Turbulent Term of Tyke Tiler